# Veronica Gaffey
Veronica Gaffey ist eine irische hohe Beamtin der Europäischen Union. Seit März 2022 leitet sie als Generaldirektorin die Generaldirektion  Informatik (DG DIGIT).

## Leben
Veronica Gaffey absolvierte ein Studium der englischen Literatur mit Bachelorabschluss. 
Sie nahm 1986 eine Tätigkeit im irischen Arbeitsministerium auf. Von 1992 bis 2000 leitete sie die Bewertungsstelle für den Europäischen Sozialfonds (ESF) im irischen Ministerium für Unternehmen und Beschäftigung.
Anschließend durchlief sie eine Karriere in der Generaldirektion Regionalpolitik und Stadtentwicklung der Europäischen Kommission, zuletzt von 2015 bis 2016 als Direktorin für Haushalt und allgemeine Angelegenheiten. Danach amtierte sie bis 2019 als Direktorin im Zahlmeisterbüro der Kommission. 
In den Jahren von 2019 bis 2022 war Gaffey Vorsitzende des unabhängigen Ausschusses für Regulierungskontrolle.